# Acadêmicos da Ilha das Caieiras
Acadêmicos da Ilha do Caieiras é uma escola de samba de Praia Grande (São Paulo).

## História
Seu primeiro nome era Unidos da Ilha das Caieiras, mudando para Acadêmicos em 2010, quando apresentou um enredo sobre os migrantes de diversos estados brasileiros, apresentando o seu bairro, Caieiras, como lar de pessoas de várias origens Quarta a se apresentar, a escola, neste ano desfilou com cerca de 500 componentes divididos em 10 alas.
No ano seguinte, segunda a desfilar, apresentou como enredo uma homenagem à obra de Monteiro Lobato, sendo vice-campeã do grupo de acesso, ascendendo assim à divisão principal do Carnaval para 2011.

## Segmentos

### Presidentes
| Nome                                 | Mandato        | Ref.  |
| ------------------------------------ | -------------- | ----- |
| Paulo Sérgio Ferreira de Souza "Bob" | ? - ?          | [ 5 ] |
| Charutinho                           | ? - atualidade |       |

### Casal de Mestre-sala e Porta-bandeira
| Ano  | Nome                         | Ref. |
| ---- | ---------------------------- | ---- |
| 2015 | Yasmin Paula e Ânderson Lima |      |
| 2016 |                              |      |

### Rainhas de bateria
| Período | Nome | Ref. |
| ------- | ---- | ---- |
| 2014    |      |      |
| 2015    |      |      |

## Carnavais
| Ano  | Colocação   | Grupo                 | Enredo | Carnavalesco | Intérprete | Ref.  |
| ---- | ----------- | --------------------- | --- | ------------ | ---------- | ----- |
| 2009 | 8º lugar    | 1ª divisão            | |              |            |       |
| 2010 | 3º lugar    | (2ª divisão)          | Caieiras, lugar de todos | Guga e Hélio |            |       |
| 2011 | Vice-campeã | (2ª divisão)          | Monteiro Lobato |              |            |       |
| 2012 | 6o.         | Especial (1ª divisão) | O mundo mágico e encantado da Criança |              |            |       |
| 2013 | 7º lugar    | (2ª divisão)          | Mulheres brasileiras |              |            | [ 6 ] |
| 2014 | 6º lugar    | (2ª divisão)          | Salve a Bahia de todos os Santos, terra de mistérios, magia e famosidades, terra predominada pelos negros, tanto que é uma verdadeira África no Brasil |              |            | [ 7 ] |
| 2015 | 4ºlugar     | (2ª divisão)          | A Força, Crença e Lendas da Misteriosa Lua |              |            | [ 7 ] |
| 2016 |             |                       | |              |            |       |